# Schizaea pectinata
Schizaea pectinata är en ormbunkeart som först beskrevs av Carolus Linnaeus, och fick sitt nu gällande namn av Olof Peter Swartz. Schizaea pectinata ingår i släktet Schizaea och familjen Schizaeaceae. Inga underarter finns listade.

## Bildgalleri

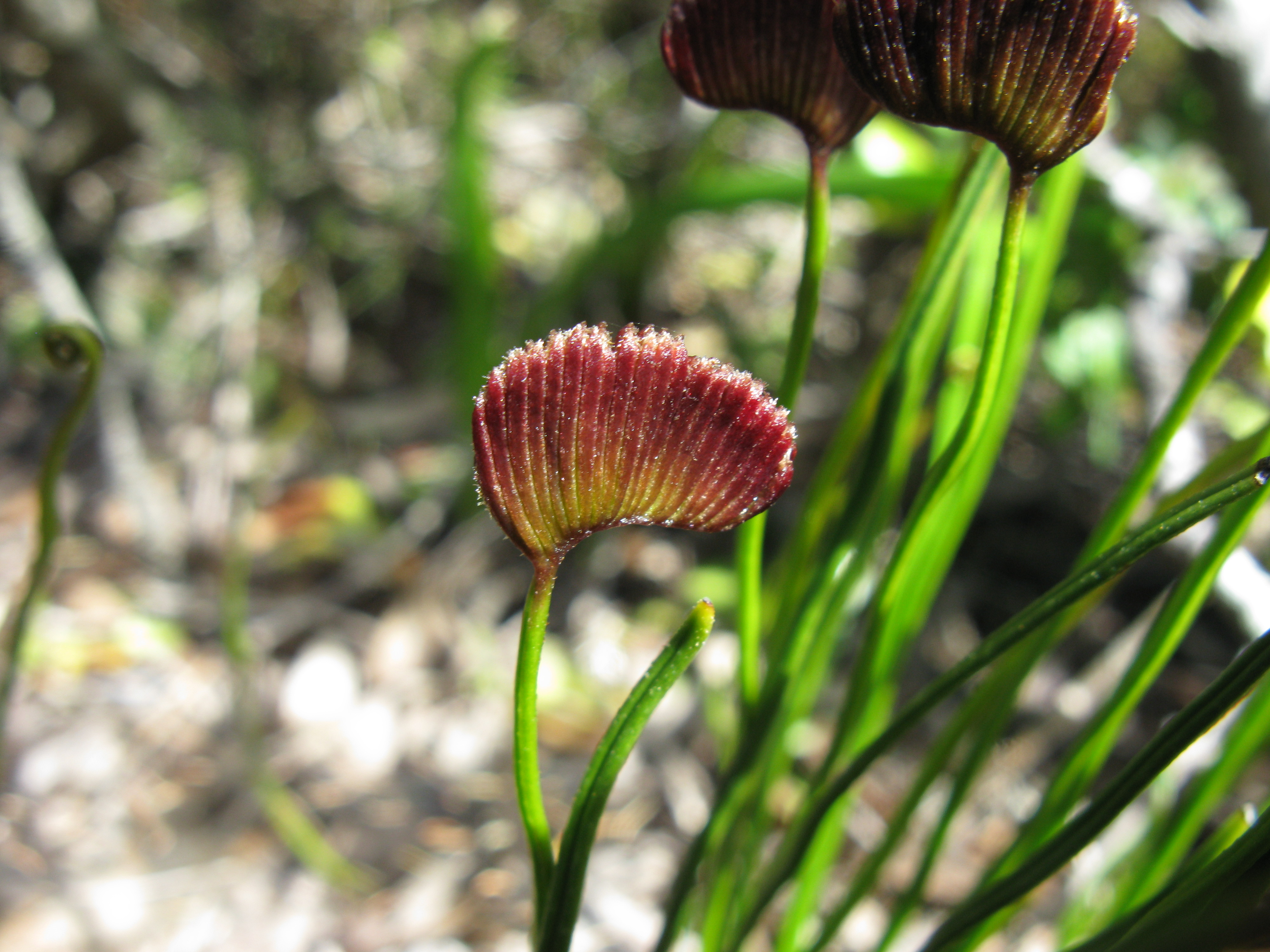
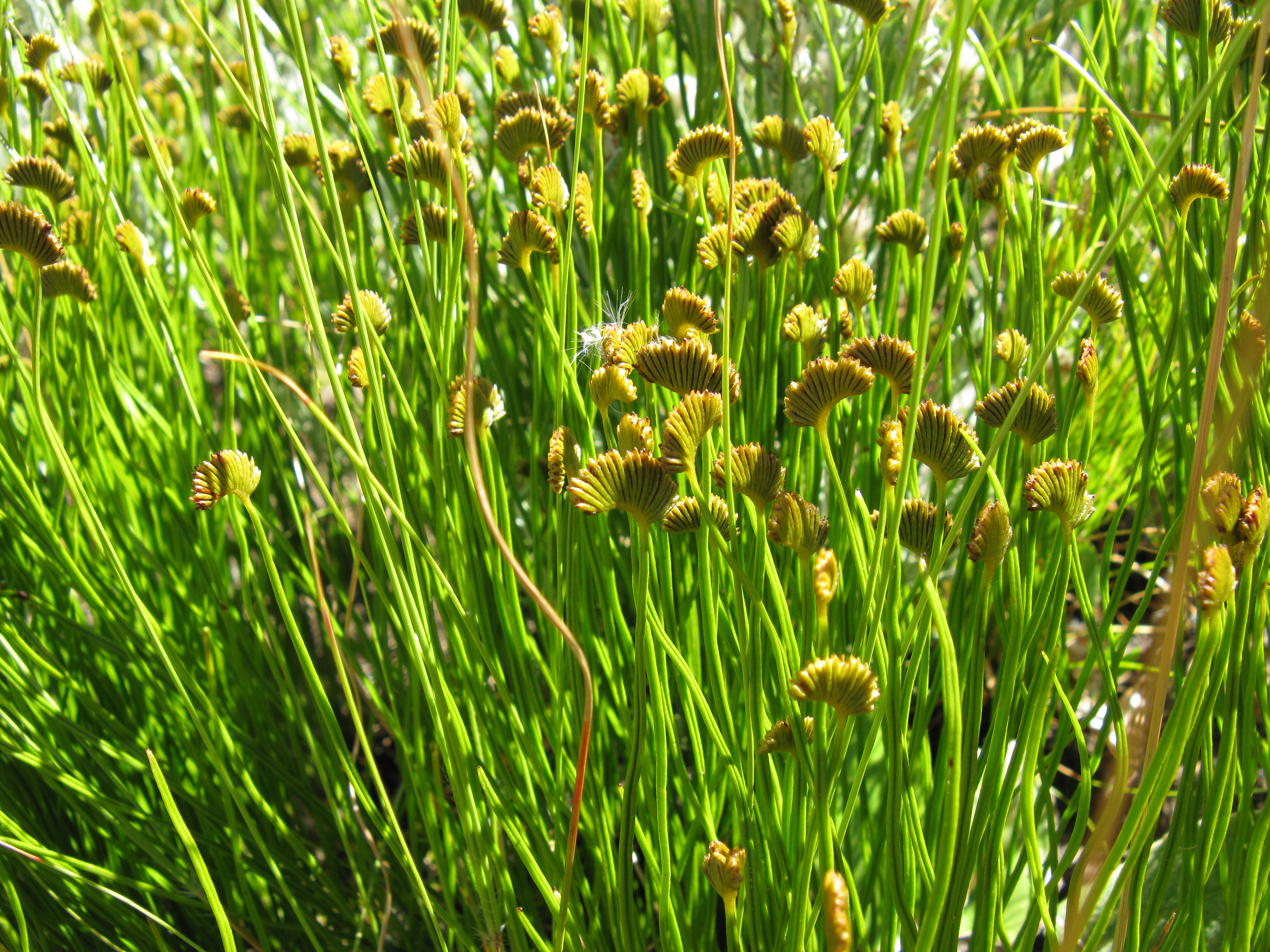
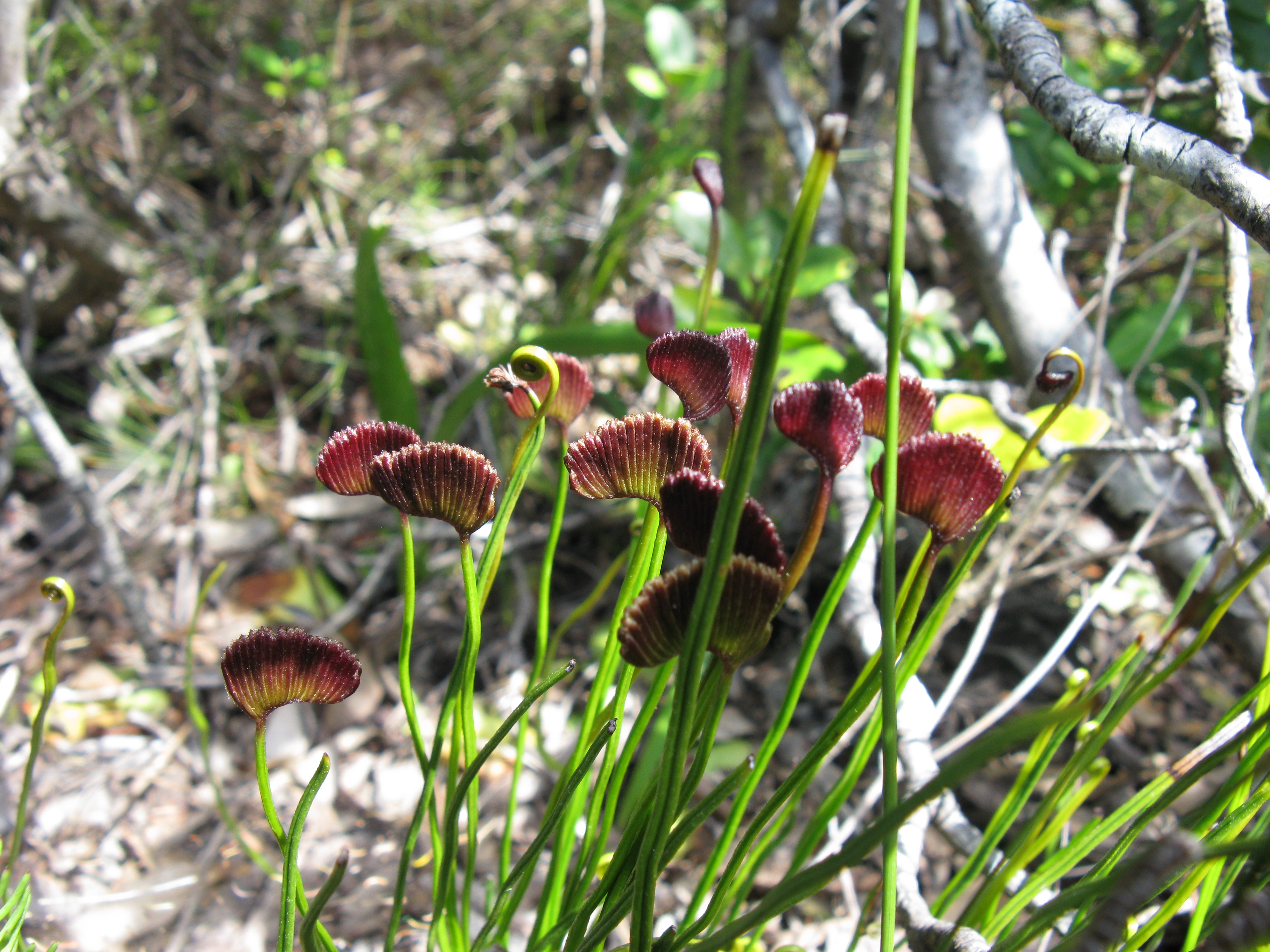